# Pullman (voiture)
Pour les articles homonymes, voir Pullman.
Aux États-Unis, Pullman faisait référence aux voitures-lits qui étaient construites et exploitées sur la plupart des réseaux américains par la Pullman Company créée par George Pullman, de 1867 au 31 décembre 1968.

## Description
En Europe, le terme fait référence aux voitures-restaurant exploitées par la Pullman Company ou aux voitures-salon exploitées par la Compagnie des wagons-lits, les voitures Pullman CIWL.
Spécifiquement au Royaume-Uni, « Pullman » fait référence aux voitures-salons exploitées par la British Pullman Car Company.
Dans certains pays d'Europe occidentale, dans les années 1940 et 1950, quelques autocars luxueux étaient quelquefois appelés Auto-Pullmans.
En grec et en italien, le mot « pullman » est utilisé pour faire référence à un autocar.
En français, le terme de « siège pullman » fait référence dans le domaine du transport terrestre à un siège plus luxueux qu'un siège standard.
En 1963, la luxueuse Mercedes-Benz 600 arriva sur le marché avec une version allongée dénommée « Pullman ». Plus tard, les versions allongées des Mercedes-Benz Classe S seront aussi appelées « Pullman ».

Differentes voitures pullmann
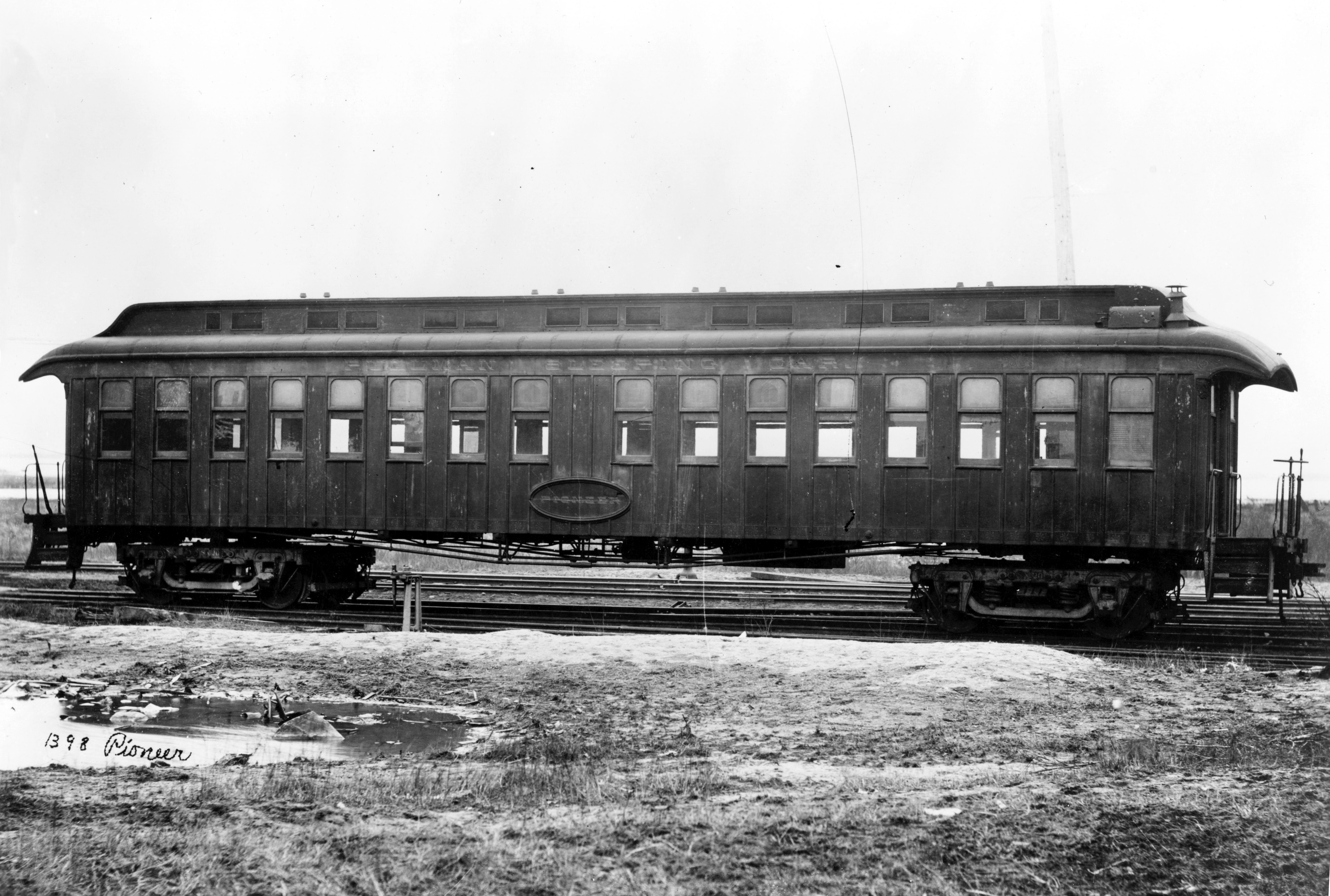
Vue d'une voiture Pullman.
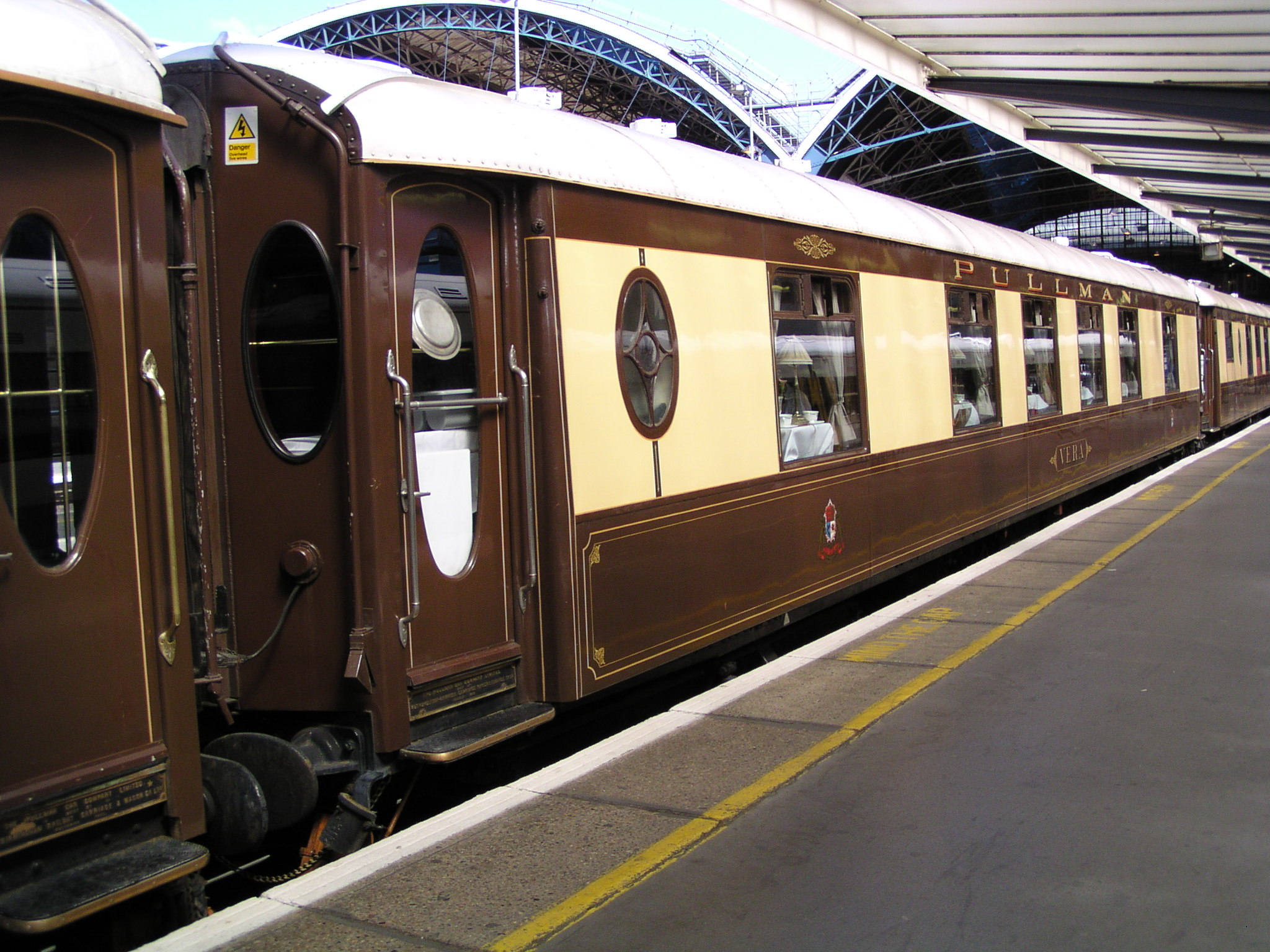
Ancienne voiture Pullman du Brighton Belle à la gare de Londres Victoria, faisant partie aujourd'hui du Venise-Simplon-Orient-Express.
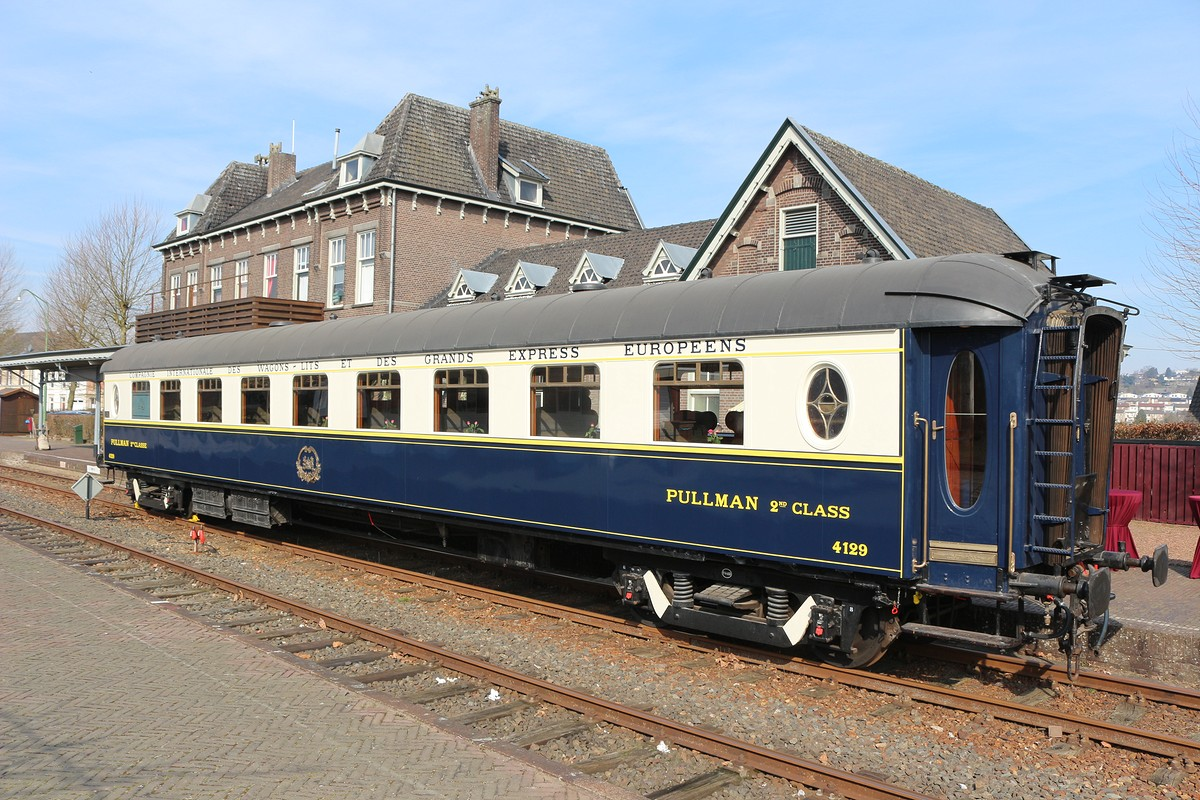
Une voiture Pullman Étoile du Nord construite pour la Compagnie internationale des wagons-lits et préservée par la Zuid-Limburgse Stoomtrein Maatschappij.
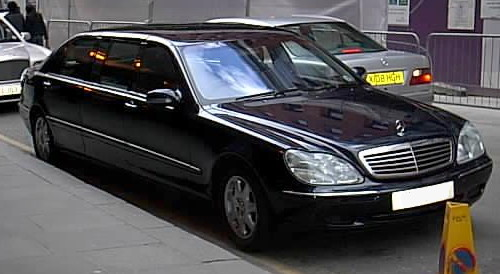
Une Mercedes-Benz S600 Pullman.